# Volker Mai
Volker Mai (ur. 3 maja 1966 w Templinie) – niemiecki lekkoatleta, specjalizujący się w trójskoku. Największe sukcesy odnosił w barwach Niemieckiej Republiki Demokratycznej.
Jest aktualnym rekordzistą świata juniorów w trójskoku (17,50 m – Erfurt 23/06/1985), do 2017 był także halowym rekordzistą świata w tej kategorii wiekowej (17,14 m – Pireus 02/03/1985).
Był pierwszym mężem lekkoatletki Yvonne Grabner.

## Osiągnięcia
- dwukrotny mistrz NRD w trójskoku (1984, 1988)[1]
- pięciokrotny halowy mistrz NRD (w 1989 w skoku w dal, w 1984, 1985, 1987 i 1989 w trójskoku)[2]
- mistrz Niemiec w trójskoku (1994)[3]
- trzykrotny halowy mistrz Niemiec w trójskoku (1991, 1993 i 1995)[4]
- 1985 – halowe mistrzostwa Europy w Pireusie – brązowy medal w trójskoku
- 1985 – mistrzostwa Europy juniorów w Chociebużu – dwa złote medale (w skoku w dal oraz trójskoku)
- 1986 – mistrzostwa Europy w Stuttgarcie – 7. miejsce w trójskoku
- 1989 – halowe mistrzostwa Europy w Hadze – srebrny medal w trójskoku
- 1990 – mistrzostwa Europy w Splicie – 5. miejsce w trójskoku
- 1991 – halowe mistrzostwa świata w Sewilli – 5. miejsce w trójskoku

## Rekordy życiowe
- skok w dal – 8,04 – Drezno 03/08/1985
- trójskok – 17,50 – Erfurt 23/06/1985
- trójskok (hala) – 17,14 – Pireus 02/02/1985